# Liomera medipacificus
Liomera medipacificus är en kräftdjursart som beskrevs av John R. Edmondson 1951. Liomera medipacificus ingår i släktet Liomera och familjen Xanthidae. Inga underarter finns listade i Catalogue of Life.